# Dramiće
Dramiće (cyr. Драмиће) – wieś w Serbii, w okręgu raskim, w mieście Novi Pazar. W 2011 roku liczyła 50 mieszkańców.